# (1398) Donnera
(1398) Donnera es un asteroide perteneciente al cinturón de asteroides descubierto por Yrjö Väisälä desde el observatorio de Iso-Heikkilä, Finlandia, el 26 de agosto de 1936.

## Designación y nombre
Donnera fue designado inicialmente como 1936 QL.
Posteriormente se nombró en honor del astrónomo finés Anders Severin Donner (1854-1939).

## Características orbitales
Donnera está situado a una distancia media de 3,16 ua del Sol, pudiendo alejarse hasta 3,493 ua. Su excentricidad es 0,1056 y la inclinación orbital 11,83°. Emplea 2051 días en completar una órbita alrededor del Sol.